# Дубња
Дубња (Руденка) (рус. Дубня, Руденка) река је на западу европског дела Руске Федерације. Протиче преко централних делова Псковске области, односно преко територије Островског рејона. Десна је притока реке Черјохе (притока Великаје), те део басена реке Нарве, односно Финског залива Балтичког мора.
Укупна дужина водотока је 40 km, а површина сливног подручја 214 km². Улива се у Черјоху на 111 километру њеног тока узводно од ушћа.